# Gli amanti sposi
Gli amanti sposi è un'opera lirica in tre atti di Ermanno Wolf-Ferrari, rappresentata per la prima volta al Teatro la Fenice di Venezia il 19 febbraio 1925.

## Trama
La marchesa Rosalba e il cavalier Giacinto sono due sposi che si sono separati a causa di una malefatta di Giacinto, ma sono ancora innamorati.
Nel primo atto, durante una festa, Giacinto deve assistere ai corteggiamenti a cui Rosalba è sottoposta da numerosi pretendenti. Poi Rosalba perde una giarrettiera, Giacinto la raccoglie e scommette che riuscirà a rimettergliela e riconquistarla.
Il secondo atto si svolge nell'atelier di madama Floris, frequentato da Giacinto, da Rosalba e dai suoi corteggiatori. Madama Floris organizza un piano per rapire Rosalba, per cui Giacinto dovrebbe ricompensarla.
Il terzo atto si apre con Giacinto e i suoi complici mascherati che hanno trascorso la notte davanti alla casa di Rosalba per portare a termine il rapimento. Rosalba però ha trascorso la notte fuori casa e il piano non ha funzionato. Quando rientra è accompagnata da un visconte suo amico: alla vista dell'uomo Giacinto, preso dalla gelosia, lo assale, e Rosalba deve intervenire per separare i duellanti, rimanendo ferita. Questo episodio fa scoccare la scintilla che dà la forza a Rosalba e Giacinto di riunirsi: mentre tutti cadono dal sonno, Giacinto estrae la giarrettiera e Rosalba se la lascia riallacciare.

## Interpreti della première
| Ruolo         | Interprete            |
| ------------- | --------------------- |
| Rosalba       | Bina De Marchini      |
| Giacinto      | Manfredi Polverosi    |
| Madama Floris | Giuseppina Bonetti    |
| Ninì          | Alba Di Marzio        |
| Filidoro      | Guglielmo Parmeggiani |